# 動物誌 (アリストテレス)

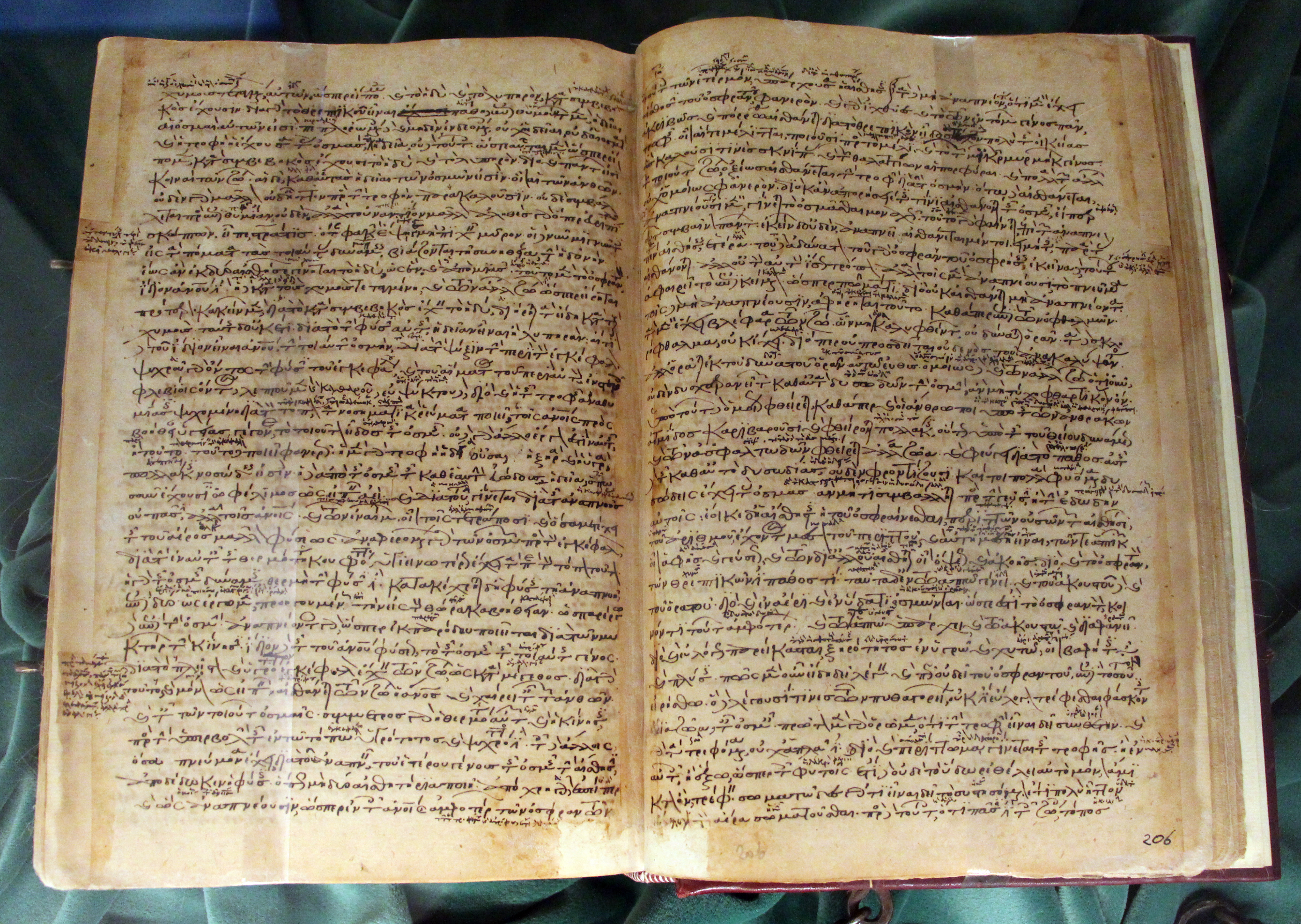
Historia animalium et al., Costantinople, XII sec. (Biblioteca Medicea Laurenziana, pluteo 87.4)

『動物誌』（どうぶつし、希: Τῶν περὶ τὰ ζῷα ἱστοριῶν、ギリシア語ラテン翻字: Ton peri ta zoia historion、羅: De historia animalium、英: (Inquiries on) History of Animals）とは、紀元前4世紀に古代ギリシアの哲学者アリストテレスによって書かれた動物・生物に関する研究書の一つ。彼の動物に関する記述は古代世界においては唯一無二であり、非常に優れた業績の一つである。

## 構成
全10巻から成るが、第10巻は偽書であり、第8巻 - 第9巻の真偽についても論争がある。
- 第1巻 - 全17章
  - 第1章 - 等質部分と異質部分、種と類、生活法・行動・性格による相違
  - 第2章 - 食物を取り入れ、排出する部分
  - 第3章 - 雄と雌、触覚器
  - 第4章 - 血液と血管、有血動物と無血部分
  - 第5章 - 胎生、卵生、蛆生の動物。足、ひれ、翼、運動点の数
  - 第6章 - 動物界の諸類。動物研究の方法
  - 第7章 - 人体の外部1 （頭部）
  - 第8章 - 人体の外部2 （顔）
  - 第9章 - 人体の外部3 （眉と目1）
  - 第10章 - 人体の外部4 （眉と目2）
  - 第11章 - 人体の外部5 （耳、鼻、顎、口、舌）
  - 第12章 - 人体の外部6 （頸、胸）
  - 第13章 - 人体の外部7 （腹と腰、子宮と陰茎）
  - 第14章 - 人体の外部8 （女性陰部、各部の共通部分）
  - 第15章 - 人体の外部9 （背部と肋骨、上下左右の相違、腕と脚、人体の特殊性）
  - 第16章 - 人体の内部1 （脳、気管と肺、食道と胃と腸）
  - 第17章 - 人体の内部2 （心臓、肺臓、横隔膜、肝臓と脾臓、腎臓と膀胱）
- 第2巻 - 全17章
  - 第1章 - 胎生四足類の外部1 （四肢、歯）
  - 第2章 - 胎生四足類の外部2 （イヌの歯）
  - 第3章 - 胎生四足類の外部3 （ウマ等の歯）
  - 第4章 - 胎生四足類の外部4 （ヒトの歯）
  - 第5章 - 胎生四足類の外部5 （ゾウの歯）
  - 第6章 - 胎生四足類の外部6 （ゾウの舌）
  - 第7章 - 胎生四足類の外部7 （口、カバ）
  - 第8章 - 胎生四足類の外部8 （サル1）
  - 第9章 - 胎生四足類の外部9 （サル2）
  - 第10章 - 卵生四足類の外部1
  - 第11章 - 卵生四足類の外部2 （カメレオン）
  - 第12章 - 鳥類の外部
  - 第13章 - 魚類の外部、イルカについて
  - 第14章 - 蛇類、ゴカイその他の外部
  - 第15章 - 有血動物の内部1 （食道、気管と肺臓、肝臓と脾臓、胆嚢）
  - 第16章 - 有血動物の内部2 （腎臓と膀胱）
  - 第17章 - 有血動物の内部3 （心臓、肝臓と脾臓、胃と腸）、ヘビについて
- 第3巻 - 全22章
  - 第1章 - 有血動物の内部4 （生殖に関する部分）
  - 第2章 - 有血動物の等質部分1 （血液と血管、シュエンネシスとアポルローニアのディオゲネスによる人体血管の分布）
  - 第3章 - 有血動物の等質部分2 （ポリュポスによる人体血管の分布）
  - 第4章 - 有血動物の等質部分3 （著者の見解による血管分布と心臓）
  - 第5章 - 有血動物の等質部分4 （腱）
  - 第6章 - 有血動物の等質部分5 （線維、血液の凝固）
  - 第7章 - 有血動物の等質部分6 （骨）
  - 第8章 - 有血動物の等質部分7 （軟骨）
  - 第9章 - 有血動物の等質部分8 （角、爪、蹄）
  - 第10章 - 有血動物の等質部分9 （毛と皮1）
  - 第11章 - 有血動物の等質部分10 （毛と皮2）
  - 第12章 - 有血動物の等質部分11 （羽と毛）
  - 第13章 - 有血動物の等質部分12 （膜）
  - 第14章 - 有血動物の等質部分13 （網膜）
  - 第15章 - 有血動物の等質部分14 （膀胱）
  - 第16章 - 有血動物の等質部分15 （肉）
  - 第17章 - 有血動物の等質部分16 （軟脂と硬脂）
  - 第18章 - 有血動物の等質部分17 （脂肪）
  - 第19章 - 有血動物の等質部分18 （血液の性質）
  - 第20章 - 有血動物の等質部分19 （骨髄、乳とチーズ）
  - 第21章 - 有血動物の等質部分20 （凝乳剤、家畜の乳）
  - 第22章 - 有血動物の等質部分21 （精液）
- 第4巻 - 全11章
  - 第1章 - 無血動物の諸類、軟体類とその部分
  - 第2章 - 軟殻類とその部分1
  - 第3章 - 軟殻類とその部分2
  - 第4章 - 殻皮類とその部分、ヤドカリ類
  - 第5章 - ウニ類
  - 第6章 - ホヤ類、イソギンチャク
  - 第7章 - 有節類とその部分、海産の珍奇な動物
  - 第8章 - 感覚と感覚器
  - 第9章 - 音と声と言葉
  - 第10章 - 睡眠と覚醒、夢
  - 第11章 - 雄と雌の相違
- 第5巻 - 全34章
  - 第1章 - 生殖発生
  - 第2章 - 交尾1 （鳥類と胎生四足類）
  - 第3章 - 交尾2 （卵生四足類）
  - 第4章 - 交尾3 （ヘビ類その他）
  - 第5章 - 交尾4 （魚類、ヤマウズラ）
  - 第6章 - 交尾5 （軟体類）
  - 第7章 - 交尾6 （軟殻類）
  - 第8章 - 交尾7 （有節類）、交尾期、カワセミ
  - 第9章 - 産卵期1 （鳥類、有節類、魚類1）
  - 第10章 - 産卵期2 （魚類2）
  - 第11章 - 産卵期3 （魚類3）
  - 第12章 - 産卵期4 （軟体類と殻皮類）
  - 第13章 - 産卵期5 （野鳥と家禽）
  - 第14章 - 年齢と成熟の徴候　交尾に適する年齢 （人類と胎生四足類）
  - 第15章 - 生殖発生1 （殻皮類、ヒトデとヤドカリ）
  - 第16章 - 生殖発生2 （イソギンチャクとカイメン）
  - 第17章 - 産卵習性1 （軟殻類）　
  - 第18章 - 産卵習性2 （軟体類）
  - 第19章 - 産卵習性3 （有節類、雪や火の中の虫、カゲロウ）
  - 第20章 - 産卵習性4 （カリウドバチ）
  - 第21章 - 産卵習性5 （ミツバチ）
  - 第221章 - ミツバチの種類、蜂蜜
  - 第23章 - 産卵習性6 （スズメバチ）
  - 第24章 - 産卵習性7 （マルハナバチ）
  - 第25章 - 産卵習性8 （アリ）
  - 第26章 - 産卵習性9 （サソリ）
  - 第27章 - 産卵習性10 （クモ）
  - 第28章 - 産卵習性11 （バッタ）
  - 第29章 - 産卵習性12 （イナゴ）
  - 第30章 - 産卵習性13 （セミ）
  - 第31章 - 生殖発生14 （ノミとシラミ、ナンキンムシ、魚の寄生虫）
  - 第32章 - イガ、ミノムシ、イチジクのハチと結実との関係
  - 第33章 - 生殖発生1 （カメ、トカゲ、ワニ）
  - 第34章 - 生殖発生2 （ヘビ類）
- 第6巻 - 全37章
  - 第1章 - 鳥類の交尾と造巣
  - 第2章 - 鳥卵、風卵、ハトの交尾
  - 第3章 - 鶏の卵の構造と胚の発生
  - 第4章 - ハトの産卵習性
  - 第5章 - ハゲワシ、ツバメの雛　
  - 第6章 - ワシ類とその育雛
  - 第7章 - カッコウとその産卵習性
  - 第8章 - ハト、カラス、ヤマウズラの抱卵
  - 第9章 - クジャクの習性
  - 第10章 - 軟骨魚類の生殖発生1、サメ類の胎児と胎膜
  - 第11章 - 軟骨魚類の生殖発生2
  - 第12章 - イルカその他のクジラ類、アザラシとそれらの生殖発生
  - 第13章 - 卵生魚類の発生
  - 第14章 - コイ、ナマズおよびその他の淡水魚類
  - 第15章 - 魚類の自然発生
  - 第16章 - ウナギの異常な発生
  - 第17章 - 魚類の産卵期、ヨウジウオ、マグロとサバ
  - 第18章 - 胎生四足類の交尾と妊娠1 （ラクダ、ゾウ、ウマ、ウシ、ブタ）
  - 第19章 - 胎生四足類の交尾と妊娠2 （ヒツジ、ヤギ）
  - 第20章 - 胎生四足類の交尾と妊娠3 （イヌ）
  - 第21章 - 胎生四足類の交尾と妊娠4 （ウシ）
  - 第22章 - 胎生四足類の交尾と妊娠5 （ウマ）
  - 第23章 - 胎生四足類の交尾と妊娠6 （ロバ）
  - 第24章 - ラバ
  - 第25章 - 胎生四足類の年齢の徴候
  - 第26章 - ラクダ
  - 第27章 - ゾウ
  - 第28章 - イノシシ
  - 第29章 - シカ
  - 第30章 - クマ
  - 第31章 - ライオン
  - 第32章 - ハイエナ
  - 第33章 - ウサギ
  - 第34章 - キツネ
  - 第35章 - オオカミ、ネコ、マングース、ヒョウ、ジャッカル
  - 第36章 - シリアのラバ
  - 第37章 - ネズミ
- 第7巻 - 全12章
  - 第1章 - 男女の思春期の徴候
  - 第2章 - 月経
  - 第3章 - 妊娠の徴候、下り物と流産
  - 第4章 - 妊娠、双生児および多生児
  - 第5章 - 授乳、出産期
  - 第6章 - 妊娠期間、生殖と出産の個体差、奇形の遺伝、両親との類似
  - 第7章 - 受胎、胎児の発育
  - 第8章 - 胎児
  - 第9章 - 陣痛
  - 第10章 - 分娩、新生児
  - 第11章 - 乳、乳房の疾患
  - 第12章 - 幼児の疾病
- 第8巻 - 全30章
  - 第1章 - 動物の心理学1、生物界の段階における連続性の原理、植物と動物の定義
  - 第2章 - 陸上生物と水生動物、イルカ、胚体の微小な変化
  - 第3章 - 鳥類の食物と習性
  - 第4章 - 卵生四足類とヘビ類の食物と習性
  - 第5章 - 胎生四足類の食物と習性
  - 第6章 - 胎生四足類の飲み水、ブタの食物と肥育法　
  - 第7章 - ウシの食物と肥育法、ウシの品種
  - 第8章 - ウマ、ラバ、ロバの食物、家畜の飲み水
  - 第9章 - ゾウの食物、ゾウとラクダの寿命
  - 第10章 - ヒツジとヤギの食物
  - 第11章 - 有節類（昆虫類）の食物
  - 第12章 - 鳥類の移動
  - 第13章 - 魚類の習性と移動
  - 第14章 - 有節類（昆虫類）の越冬
  - 第15章 - 魚類の越冬
  - 第16章 - 鳥類の越冬
  - 第17章 - 胎生四足類の越冬、ヘビ類、有節類および軟殻類の脱皮
  - 第18章 - 鳥類その他の動物に及ぼす季節や天候、乾燥や湿潤の影響、鳥類の病気
  - 第19章 - 魚類に及ぼす上記の影響、魚類の寄生虫
  - 第20章 - 魚類の病気、海のシラミ、毒物その他による魚の漁法、貝類に及ぼす雨や乾燥、暑さや寒さの影響
  - 第21章 - ブタの病気
  - 第22章 - イヌ、ラクダ、ゾウの病気
  - 第23章 - ウシの病気
  - 第24章 - ウマの病気
  - 第25章 - ロバの病気
  - 第26章 - ゾウの病気
  - 第27章 - 有節類（昆虫類）について、ミツバチの巣の寄生虫
  - 第28章 - 動物の生息地の相違、動物の形態に及ぼす気候の影響
  - 第29章 - 動物の習性に及ぼす気候の影響、ある地方の有毒動物
  - 第30章 - 魚類その他の海産動物の季節的健康状態
- 第9巻 - 全50章
  - 第1章 - 動物の心理学2、両性の心理的相違、種々の動物の相互間の友好関係と敵対関係、ゾウの習性
  - 第2章 - 群遊魚について、魚類における敵対関係
  - 第3章 - ヒツジやヤギの習性と知能
  - 第4章 - ウシやウマの習性と知能
  - 第5章 - シカの習性と知能
  - 第6章 - 種々の動物の習性、野生動物の治療薬、ハリネズミやテンの悪賢さ
  - 第7章 - ツバメの造巣、ハトやヤマウズラの交尾、産卵、育雛1
  - 第8章 - ウズラやヤマウズラの交尾、産卵、育雛2
  - 第9章 - キツツキについて
  - 第10章 - ツルの知能、ペリカンについて
  - 第11章 - ワシとハゲワシについて、ミソサザイやそのその他の鳥類について
  - 第12章 - ハクチョウについて、カルキスまたはキュミンディスについて、その他の鳥類について
  - 第13章 - カケスについて、コウノトリとハチクイの親子の情愛、ニクケイドリについて
  - 第14章 - カワセミとその巣
  - 第15章 - ヤツガシラやその他の鳥類について
  - 第16章 - ヨシキリについて
  - 第17章 - クイナについて、ゴジュウカラについて、キバシリについて
  - 第18章 - サギについて
  - 第19章 - クロウタドドリについて、ライオスについて
  - 第20章 - ツグミについて
  - 第21章 - アオイトリについて
  - 第22章 - オーリオールについて
  - 第23章 - パルダロスとコルリュリオーンについて
  - 第24章 - コクマルガラスの種類について
  - 第25章 - ヒバリについて
  - 第26章 - ヤマシギについて
  - 第27章 - エジプトのイービスについて
  - 第28章 - コノハズクについて
  - 第29章 - カッコウについて
  - 第30章 - キュプセロスについて、ヨタカについて
  - 第31章 - オオガラスについて
  - 第32章 - ワシについて
  - 第33章 - スキュティアの大きな鳥について
  - 第34章 - ヒゲワシについて
  - 第35章 - ケッポスについて
  - 第36章 - タカについて、トラキアのタカ狩り、マイオーティス湖畔のオオカミ
  - 第37章 - アンコウ、シビレエイその他の魚類の習性、コウイカやフネダコについて
  - 第38章 - 勤勉な有節類（昆虫類）、アリについて
  - 第39章 - クモとクモの巣
  - 第40章 - ハチの種類、ミツバチの生活
  - 第41章 - スズメバチについて
  - 第42章 - アントレーネーと称するハチについて
  - 第43章 - マルハナバチについて
  - 第44章 - ライオンやその他の動物の気性
  - 第45章 - メッサピオン山のヤギュウ
  - 第46章 - ゾウについて
  - 第47章 - ラクダについて、スキュティア王の雌ウマ
  - 第48章 - イルカの愛情深い性質
  - 第49章 - 雄ドリのようになった雌ドリ
  - 第50章 - 去勢の影響、反芻について　
  - 第49B章 - 鳥類の変態、ヤツガシラについて、水浴びする鳥と砂浴びする鳥

## 内容
古代ギリシアでは自然界における動物に対する知的関心が寄せられるようになり、アリストテレスは植物および動物についての研究を記録していた。アリストテレスは本書『動物誌』では数多くの観察結果を記録しており、そこで観察されている動物は520種類である。アリストテレスが本書で述べている内容は先人の研究業績の引用ばかりではない。アリストテレス自身が行った観察や解剖も多数含まれている。例えばタコやイカなどの頭足類について雄が精嚢を雌の体内に挿入する際に使用される交接腕の機能について詳細に調べている。またエビやカニなどの甲殻類に関する解剖学的な調査が述べられており、サメの胎盤構造についても記載されている。原典は図入りの9巻から構成されている。こうして本書では、生物の観察による知見、既存の説、それに対する反論や自身が提起する説などを総合的に解説している。

### 分類
分類学の観点から次のような区別を行っている。まず動物は「無血動物」と「有血動物」とに大別され、両者はさらに「ゲノス」という区分で分類される。無血動物は有殻類・昆虫類・甲殻類・軟体類から、有血動物は魚類・卵生四足類・鳥類・哺乳類の四種類から構成される。原典の用語も考慮して説明すると、アリストテレスの分類体系は下に示すものである。（それを、原典におけるギリシア語表現、その音をアルファベットにしたもの、一部は丸括弧内にその意味やニュアンス、最後に《》内に現代の学術語や短く現代日本語で表現した例を並べて示す。）
- ἄναιμα, anaimaアナイマ 《無血動物》 [注 1]
  - όστρακόδέρμα, ostrakoderma （殻のあるもの）《有殻類》
  - ἔντομα, entoma （節のあるもの）《昆虫類》
  - μαλακόστρακα, malakostraka　（柔らかい殻のあるもの）《甲殻類》
  - μαλάκια, malakia （柔らかなもの）《軟体類》
- ἔναιμα, enaima エナイマ 《有血動物》
  - ἰχθύες, ikthues 《魚類》
  - τετράποδα ή ἄποδα ῲοτοκοῦντα, tetrapoda e apoda ootokounta　《爬虫類と両生類》
  - ὄρνιθες, ornithes　《鳥類》
  - ζῳοτοκοῦντα ὲν αύτοῖς, zootokounta en autois 《哺乳類》

### 生物の発生
生物の発生学的な問題についても関心を示しており、アリストテレスは数多くの動物の産卵や発育を自身で観察している。
特にニワトリの卵の殻の一部を割って観察を行ったことによって得た発生学的記述が有名である。ニワトリは三日間で初めて胚が発生し、心臓は斑点のように観察することができる。この斑点は次第に明確に拍動するようになり、血液は渦巻き型で発生する血管を通じて全身に送られる。しばらくすると分化によって頭部が形作られ、特に眼球が急速に成長していく。20日目で卵の中のヒナは動作し、体毛が生え、発声するまでに成長する。20日を越えるとヒナは内部から卵を破って出てくる。このヒナの体を解剖すると卵黄の塊が腸に付着していることまで確認されている。
（当時は潜水器材等があるわけでもなく陸上の観察と比べて水中の観察は極めて困難であったわけだが）アリストテレスは様々な観察の結果、魚類の中には交尾などを経ずにいきなり水底土壌などから発生するものがあると推定し、それは生命のないものから動物的生命に向けて少しずつ進むものと捉え、その過程にある多くの生物にはどのような分類に属するのか明晰ではない生物もある、とする。アリストテレスは無生物の上位に植物を、その上位に動物を位置づけたが、また海洋生物の中には植物なのか動物なのかが曖昧な生物が数多くいる、とも述べている。

## 書籍

### 古代ギリシア語版
この「Περὶ Τὰ Ζῷα Ἱστορίαι『動物誌』」は古代ギリシア語で書き写されたmanuscript（手書き稿、手稿、写本）が残されている。近年になって、アリストテレスの生物研究に関する専門家 D. M. Balmeが編纂した出版物が登場した。
- Aristotle: 'Historia Animalium': Volume 1, Books I-X: Text (Cambridge Classical Texts and Commentaries) ,2011,  ISBN 1107403413 ケンブリッジ大サイト内紹介ページ（巻末に網羅的な索引（index）までついている。）

### 英訳
無料電子版でも読める。
#外部リンク参照

### 日本語訳
- アリストテレス『動物誌（上）』島崎三郎訳、岩波書店〈アリストテレス全集 第7巻〉、新版1994-04 エラー: 日付が正しく記入されていません。（説明）。ISBN 4-00-091287-9。
- アリストテレス『動物誌（下） 動物部分論』島崎三郎訳、岩波書店〈アリストテレス全集 第8巻〉、新版1994-05 エラー: 日付が正しく記入されていません。（説明）。ISBN 4-00-091288-7。
- アリストテレース『動物誌』 上、島崎三郎訳、岩波書店〈岩波文庫 青604-10〉、1998年12月。ISBN 4-00-386011-X。
- アリストテレース『動物誌』 下、島崎三郎訳、岩波書店〈岩波文庫 青604-11〉、1999年2月。ISBN 4-00-386012-8。
- 『新版 アリストテレス全集 8 動物誌 上』金子善彦・濱岡剛・伊藤雅巳・金澤修訳、岩波書店、2015年11月
- 『新版 アリストテレス全集 9 動物誌 下』金子善彦・濱岡剛・伊藤雅巳・金澤修訳、岩波書店、2015年12月